# 郑天翔
郑天翔（1914年11月28日—2013年10月10日），曾用名郑庭祥，绥远凉城人，中国共产黨、中华人民共和国法官及政治人物，原副国级领导人。原中华人民共和国最高人民法院院长；第十二、十三届中共中央顾问委员会委员。

## 生平
郑天翔早年就读于國立中央大学农业化学系；1935年转到北平清华大学文学院外国文学系学习，后转入该院哲学系，参加了当时北平学生发动的「一二九运动」。
1936年2月，加入左翼作家联盟和民族解放先锋队；并参与组织了晋绥旅京同学抗日联合会。1936年12月加入中国共产党。
抗日战争时期，1937年到延安陕北公学学习；并先后在陕公生活指导委员会训育科和陕北公学同学会工作。1938年底，调晋察冀边区北岳区宣传部工作。1943年，任阜平县委副书记兼任宣传部长、聂荣臻秘书。1945年，参与组建中共塞北地委，并任宣传部长。
第二次国共内战时期，历任绥南专员（后兼凉城县长）、绥南地委敌军部长，凉城中心县委书记、绥南工委副书记。1947年先后到右玉县西山搞土改，到晋绥党校学习。1948年，任中共中央华北局宣传部宣传科长。
建国后，1949年12月起，先后任绥远军政委员会包头工作团团长，中共包头市委副书记、书记，兼任包头市市长。
1952年起，历任中共北京市委常委兼秘书长、市委副书记兼秘书长，市委书记处书记兼秘书长。在“文革”中受到冲击。
1975年，任北京市建委副主任。1977年，任中共北京市委书记、市革委会副主任。
1978年后历任第七机械工业部第一副部长、党组第一副书记，七机部部长、党组第一书记，七机部顾问等职。
1983年，在第六届全国人民代表大会第一次会议上当选为最高人民法院院长。
郑天翔历任中国共产党第七、八、十二、十三届代表大会代表。在中共党的十二、十三届代表大会上，当选为中共中央顾问委员会委员。
2013年10月10日20时因病医治无效在北京逝世，享年99岁。

## 评价
新华社10月11日发表讣告称郑天翔为“中国共产党的优秀党员，久经考验的忠诚的共产主义战士，无产阶级革命家，我国政法战线的杰出领导人”。